# Saintluciatrupial
Saintluciatrupial (Icterus laudabilis) är en fågel i familjen trupialer inom ordningen tättingar.

## Utbredning och systematik
Fågeln förekommer enbart på Saint Lucia i Små Antillerna. Den behandlas som monotypisk, det vill säga att den inte delas in i några underarter.

## Status
IUCN kategoriserar arten som starkt hotad.